# Elezioni europee del 2019 in Austria
Le elezioni europee del 2019 in Austria si sono tenute domenica 26 maggio per eleggere i 18 membri del Parlamento europeo spettanti all'Austria. Tale numero di seggi è stato aumentato a 19 nel febbraio 2020, in seguito all'uscita del Regno Unito dall'Unione europea.

## Risultati
| Liste  | Liste                                     | Gruppo    | Voti      | %     | Seggi |
| ------ | ----------------------------------------- | --------- | --------- | ----- | ----- |
|        | Partito Popolare Austriaco (ÖVP)          | PPE       | 1.305.954 | 34,55 | 7     |
|        | Partito Socialdemocratico d'Austria (SPÖ) | S&D       | 903.151   | 23,89 | 5     |
|        | Partito della Libertà Austriaco (FPÖ)     | ID        | 650.114   | 17,20 | 3     |
|        | I Verdi (GRÜNE)                           | Verdi/ALE | 532.194   | 14,08 | 2     |
|        | NEOS                                      | RE        | 319.024   | 8,44  | 1     |
|        | Jetzt - Lista Pilz                        | -         | 39.234    | 1,04  | -     |
|        | Partito Comunista d'Austria (KPÖ)         | -         | 30.086    | 0,80  | -     |
| Totale | Totale                                    | Totale    | 3.779.757 |       | 18    |

- Il seggio ulteriore spettante all'Austria è stato attribuito a I Verdi.